# 圣玛丽亚 (布拉干萨)
圣玛丽亚是葡萄牙布拉干萨区的一个堂区。总面积14.11平方公里，总人口3404人，人口密度241.2人/平方公里。